# Mary Anderson (1897-1986)
Mary Anderson (Nova Iorque, 28 de junho de 1897 – 22 de junho de 1986) foi uma atriz de cinema estadunidense da era silenciosa que atuou em 77 filmes entre 1914 e 1923.

## Biografia

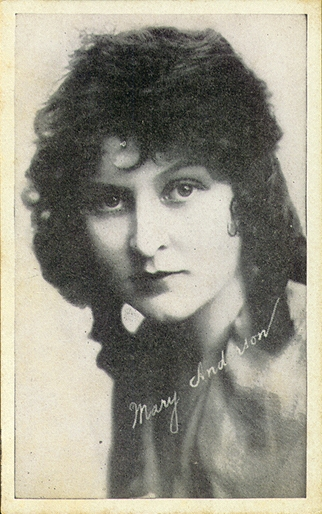
card de Mary Anderson em 1917.

Mary Anderson nasceu no Brooklyn, em Nova Iorque, e foi educada no Erasmus Hall High School na mesma cidade. Era filha da atriz Nellie Anderson.  Frequentou também o Holy Cross School e fez sua primeira performance pública como uma dançarina grega em uma festa de caridade. Seu primeiro filme foi a comédia curta A Change in Baggage Check, em 1914, para o Vitagraph Studios, companhia para a qual fez vários filmes curtos nos anos 1910. Tornou-se popular, com o seu provavelmente melhor trabalho The False Faces (1919), de Irvin Willat, para a Ince-Paramount. Anderson também fez sua própria produção, Bubbles, com boa recepção pelo público. Em 1920, fez seu único seriado, Vanishing Trails, em 15 capítulos, para a Canyon Pictures Corporation.
Anderson trabalhou em várias companhias cinematográficas, entre elas Universal Film Manufacturing Company (1918), Haworth Pictures Corporation (1918), Metro Pictures Corporation (1919), Paramount Pictures (1919), Famous Players-Lasky (1919), Harry Garson Productions (1919), Canyon Pictures Corporation (1920), Charles Ray Productions (1921), Oliver Morosco Productions (1922), All Star Comedies (1922), entre outras. Seu ultimo filme foi Enemies of Children, em 1923, num papel secundário, para a Fisher Productions, e retirou-se do cinema naquele ano.
Anderson casou com o cinegrafista Pliny Goodfriend, de quem se divorciou em 1937. Morreu em El Cajon, Califórnia, seis dias antes do seu 89° aniversário.

## Filmografia parcial

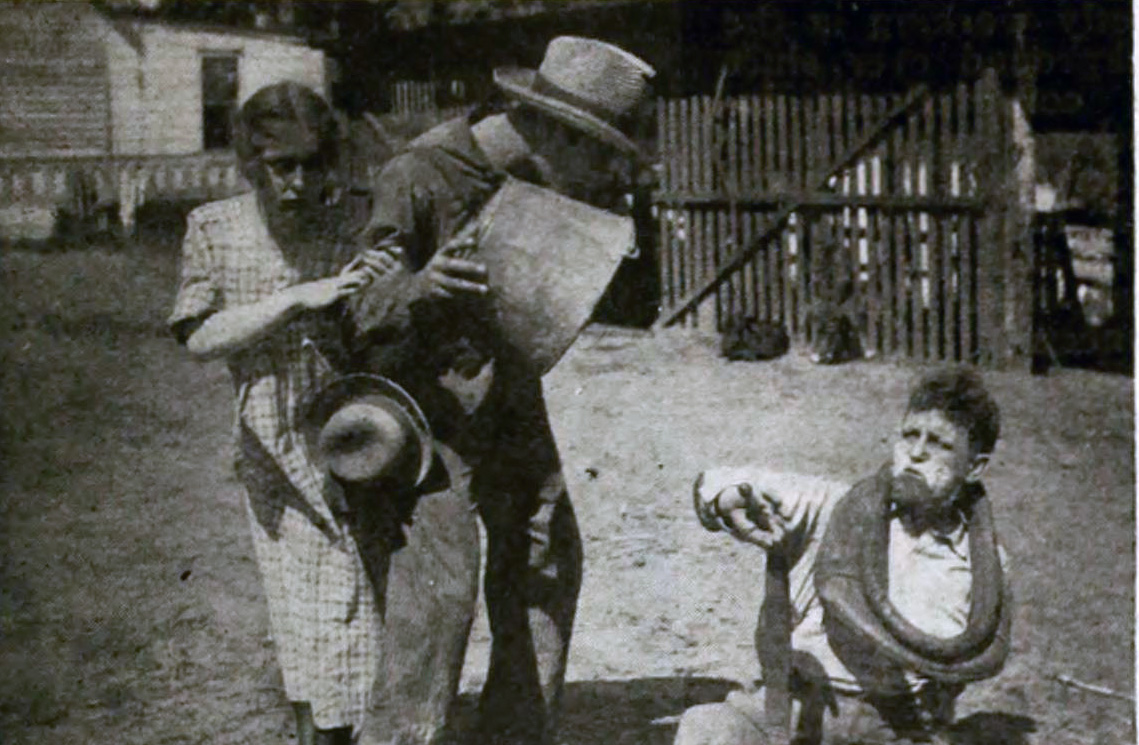
Cena do filme Her Loving Relations (1916)

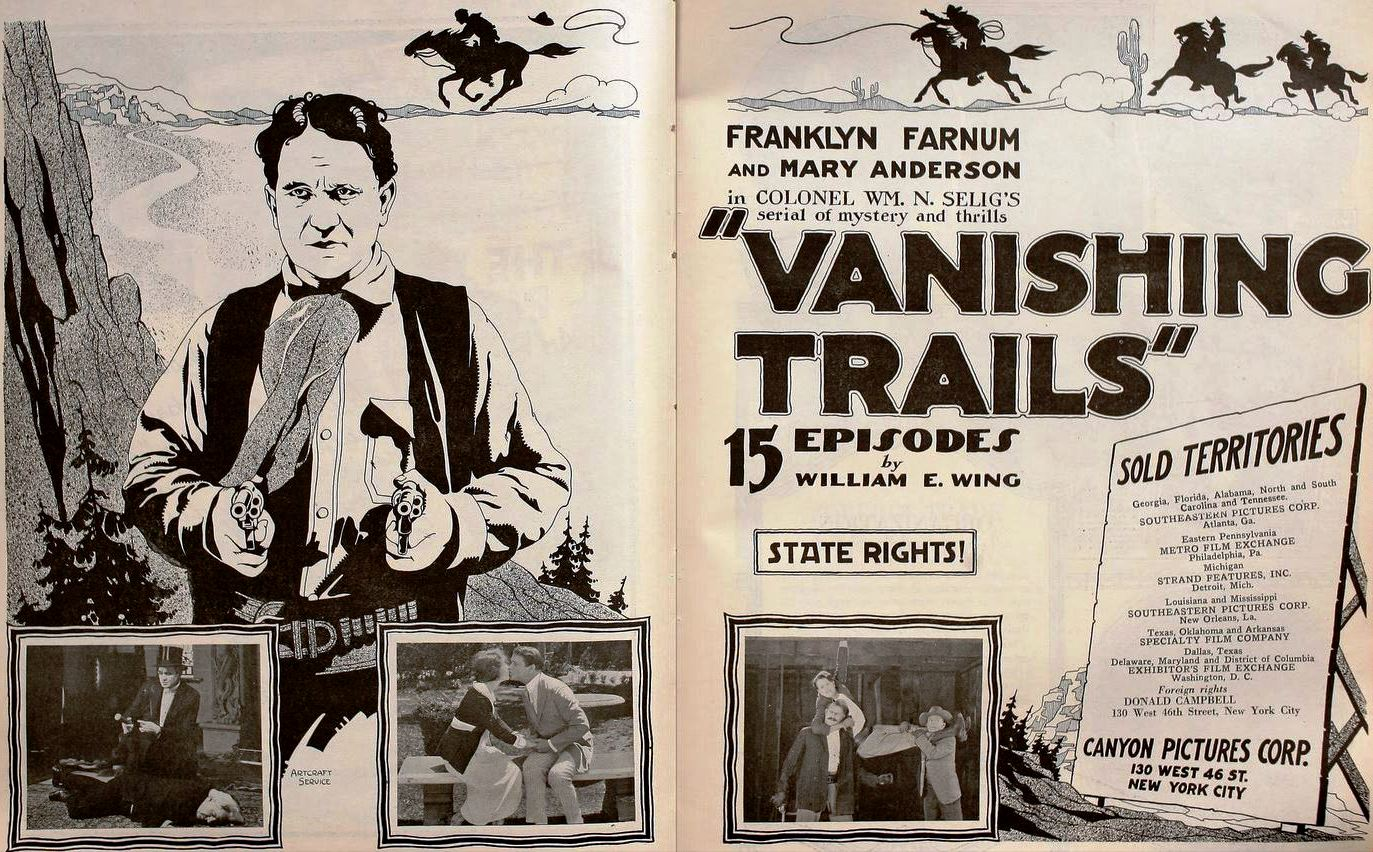
Anúncio do seriado Vanishing Trails (1920), estrelado por Anderson e Franklyn Farnum.

- A Change in Baggage Check (1914)
- A Double Error (1914)
- The Evil Men Do (1915)
- La paloma (1916)
- Her Loving Relations (1916)
- The Twin Fedoras (1917)
- Playthings (1918)
- The False Faces (1919)
- Johnny Get Your Gun (1919)[7]
- Bubbles (1920)
- Vanishing Trails (seriado, 1920)
- Two Minutes to Go (1921)[8]
- Wildness of Youth (1922)
- The Half Breed (1922)[9]
- Enemies of Children (1923)